# 586 (numero)
Cinquecentottantasei (586) è il numero naturale dopo il 585 e prima del 587.

## Proprietà matematiche
- È un numero pari.
- È un numero composto da 4 divisori: 1, 2, 293, 586. Poiché la somma dei suoi divisori (escluso il numero stesso) è 296 < 586, è un numero difettivo.
- È un numero semiprimo.
- È un numero omirpimes.
- È esprimibile in un solo modo come somma di due quadrati: 586 = 361 + 225 = 192 + 152.
- È un numero intero privo di quadrati.
- È un numero malvagio.
- È parte delle terne pitagoriche (136, 570, 586), (586, 85848, 85850).

## Astronomia
- 586 Thekla è un asteroide della fascia principale del sistema solare.
- NGC 586 è una galassia spirale della costellazione della Balena.

## Astronautica
- Cosmos 586 è un satellite artificiale russo.